# Lisandra Guerra
Lisandra Guerra Rodriguez (nascida em 31 de outubro de 1987, em Matanzas) é uma ciclista cubana. Guerra competiu nos Jogos Pan-Americanos de 2015.